# Confederação Nacional dos Trabalhadores e Trabalhadoras na Agricultura Familiar do Brasil
A Confederação Nacional dos Trabalhadores e Trabalhadoras na Agricultura Familiar do Brasil (CONTRAF-BRASIL-CUT) é uma organização não governamental que reúne mais de seiscentos sindicatos e associações sindicais em dezoito estados brasileiros e em mais de mil municípios brasileiros. Tem como objetivo fortalecer a agricultura familiar no Brasil, os assentamentos de reforma agrária e os empreendimentos de caráter solidário e sustentável no campo.

## História
Em julho de 2004, em Brasília, no  Encontro Nacional da Agricultura Familiar, 2 000 agricultores familiares provenientes de 22 estados do Brasil decidiram, por aclamação, criar a Federação Nacional dos Trabalhadores e Trabalhadores na Agricultura Familiar do Brasil (FETRAF-BRASIL-CUT). O congresso de fundação da organização se deu de 22 a 25 de novembro de 2005, em Luziânia, com a presença de 1 200 delegados e 250 convidados, entre eles o presidente do Brasil, Luiz Inácio Lula da Silva. Nos dias 28, 29 e 30 de outubro de 2009, também em Luziânia, foi realizado o II Congresso Nacional dos Trabalhadores e Trabalhadoras na Agricultura Familiar do Brasil, com o lema "Consolidando a Organização e Fortalecendo a Agricultura Familiar para Alimentar o Brasil" e com a presença de 800 delegados e delegadas.
Em 2013 foi realizado em Luziânia o III Congresso Nacional dos Trabalhadores e Trabalhadoras na Agricultura Familiar do Brasil.
Em 2016, durante o IV Congresso Nacional dos Trabalhadores e Trabalhadoras na Agricultura Familiar do Brasil, em Brasília, a organização decidiu, por unanimidade, mudar seu nome para Confederação Nacional dos Trabalhadores e Trabalhadoras na Agricultura Familiar do Brasil, para salientar o fato de que ela é formada por várias federações, que, por sua vez, são compostas por vários sindicatos.